# Scribner, Nebraska
Scribner är en ort i Dodge County i Nebraska. Orten har fått namn efter förläggaren Charles Scribner I som grundade förlaget som senare kom att heta Charles Scribner's Sons. Vid 2010 års folkräkning hade Scribner 857 invånare.